# Ульссон, Фредрик
Карл Фредрик Вальтер Ула Ульссон (швед. Carl Fredrik Walter Ola Ohlsson; 12 июня 1931, Ульрисехамн, Эльвсборг — 18 ноября 2023) — шведский актёр театра и кино.

## Биография
Фредрик Ульссон учился в театральной школе в Стокгольме. Затем отправился на обучение в Королевской академии драматического искусства в Лондоне. Ульссон участвовал в ревю, мюзиклах и кабаре. В 1959 году он в первый раз принял участие в съёмках кино. Играл роли в Королевском драматическом театре, в театрах в Уппсале, Хельсингборге и Гётеборге. Фредрик гастролировал с театральными группами в другие города. Наибольшую известность Ульссон получил, сыграв роль отца Томми и Анники в серии фильмов о Пеппи Длинныйчулок, а также бургомистра в фильме «Ты с ума сошла, Мадикен!».

## Избранная фильмография
| Год  |   | Русское название                 | Оригинальное название            | Роль                |
| ---- | - | -------------------------------- | -------------------------------- | ------------------- |
| 1969 | с | Пеппи Длинный чулок              | Pippi Långstrump                 | папа Томми и Анники |
| 1969 | ф | Пеппи Длинныйчулок               | Här kommer Pippi Långstrump      | папа Томми и Анники |
| 1970 | ф | Пеппи в стране Така-Тука         | Pippi Långstrump på de sju haven | папа Томми и Анники |
| 1970 | ф | Путешествие с Пеппи Длинныйчулок | På rymmen med Pippi Långstrump   | папа Томми и Анники |
| 1979 | ф | Ты с ума сошла, Мадикен!         | Du är inte klok, Madicken        | бургомистр          |
| 1980 | ф | Мадикен из Юнибаккена            | Madicken på Junibacken           | бургомистр          |
| 1982 | ф | С девчонкой на шее               | En flicka på halsen              | полицейский         |
| 1997 | с | Ищейка                           | Snoken                           | Юлиус Мунке         |
| 2001 | ф | Комиссар Мартин Бек              | Beck                             | голос               |
| 2009 | ф | Девушка с татуировкой дракона    | Män som hatar kvinnor            | Гуннар Брэннлунд    |
| 2009 | ф | Такие разные                     | Så olika                         | Ян-Карл Лёвдаль     |
| 2010 | ф | Между двух огней                 | Between Two Fires                | Бенгт               |
| 2012 | с | Арне Даль: Европейский блюз      | Arne Dahl: Europa Blues          | Леонард Шайнкман    |

## Личная жизнь
С 1971 года Фредрик Ульссон жил с певицей Сив Мальмквист, у них есть ребёнок. Болел за футбольный клуб «Эргрюте».
Скончался 18 ноября 2023 года на 93-м году жизни.